# Joel de la Fuente
Joel de la Fuente (* 21. April 1969 in New Hartford, New York) ist ein US-amerikanischer Schauspieler.

## Leben
Joel de la Fuente ist seit 1992 als Schauspieler aktiv, sein Schwerpunkt liegt auf Fernsehproduktionen. Sein Schaffen umfasst rund 40 Produktionen. Daneben ist er auch als Theaterschauspieler tätig. De la Fuente absolvierte ein Studium an der Brown University sowie ein Graduate Acting Program an der New York University.
Einem breiteren Publikum bekannt wurde de la Fuente mit einer tragenden Rolle in der Science-Fiction-Serie Space 2063, die 1996 nach einer ersten Staffel nicht weiter geführt wurde. In den Jahren 2002 bis 2011 hatte er eine wiederkehrende Rolle in der Serie Law & Order: Special Victims Unit. Von 2013 bis 2015 war er in Hemlock Grove zu sehen. Eine weitere wiederkehrende Rolle übernahm er von 2015 bis 2019 in vier Staffeln der Serie The Man in the High Castle, die auf dem Roman Das Orakel vom Berge basiert. 2018 hatte er einen Kurzauftritt als US-Senator in Red Sparrow.
Er ist verheiratet und hat zwei Kinder.

## Filmografie (Auswahl)
- 1995–1996: Space 2063 (Space: Above and Beyond, Fernsehserie)
- 2002–2011: Law & Order: Special Victims Unit (Fernsehserie)
- 2008: The Happening
- 2011: Der Plan (The Adjustment Bureau)
- 2013–2015: Hemlock Grove (Fernsehserie)
- 2015–2019: The Man in the High Castle (Fernsehserie, 40 Episoden)
- 2017–2019: Madam Secretary (Fernsehserie, 3 Episoden)
- 2018: Red Sparrow
- 2018–2020: Manifest (Fernsehserie, 2 Episoden)
- 2019: The Blacklist (Fernsehserie, 1 Episode)
- 2022: Devils (Fernsehserie, 8 Episoden)
- 2023: Hello Tomorrow! (Fernsehserie, 1 Episode)
- 2023–2024: The Walking Dead: Daryl Dixon (Fernsehserie, 6 Episoden)